# Eressa vespina
Eressa vespina är en fjärilsart som beskrevs av Rothschild 1912. Eressa vespina ingår i släktet Eressa och familjen björnspinnare. Inga underarter finns listade i Catalogue of Life.